# 白花环芋螺
白花环芋螺（学名：Conus sponsalis nanus），是新腹足目芋螺科芋螺属的一种。主要分布于越南、台湾，常栖息在潮间带至潮下带的岩礁或珊瑚礁上。其亚种加词“nanus”意为“矮小的”。